# Lars Beckung
Lars David Beckung, född 11 juni 1975 i Partille, är en svensk filmproducent och TV-man. Han är bland annat känd som programpresentatör på MTV.
Beckung påbörjade Medieteknikutbildningen 1995 vid dåvarande Mitthögskolan, där han var engagerad i studentkåren och kårspex. Beckung använde då sitt andra förnamn David som tilltalsnamn. Han bytte till Lars som tilltalsnamn när han började på MTV.
Under säsongen 2004 av SVT:s musikprogram Studio Pop var Lars Beckung vikarie för Per Sinding-Larsen som var föräldraledig. Han har också varit programdirektör på Kanal 5.
I oktober 2012 blev det officiellt att han tillsammans med Filip Hammar och Fredrik Wikingsson startat produktionsbolaget Mexico Media som skulle arbeta med rörlig bild i alla former och kanaler. Bolaget bytte namn till Nexiko 2016.  Beckung är VD på Nexiko och har producerat filmerna Trevligt Folk, Tårtgeneralen och Den sista resan.